# Marie Ault
Marie Ault (* 2. September 1870 in Wigan als Mary Cragg; † 9. Mai 1951 in London) war eine britische Schauspielerin.

## Leben und Karriere
Die langjährige Theaterschauspielerin Marie Ault war seit 1916 im britischen Stummfilm tätig und wurde wegen ihres Aussehens vor allem auf matronenhafte Charakterrollen als Mutter oder Bedienstete besetzt. Ihre heute wahrscheinlich bekannteste Rolle spielte sie in Alfred Hitchcocks Frühwerk Der Mieter als Hausherrin, die ihren von Ivor Novello gespielten Untermieter für einen Mörder hält. Mit Novello hatte sie bereits zwei Jahre zuvor den Kriminalfilm Die Ratte von Soho gedreht. In der Tonfilmära verlor sie ihren Status als eine führende Filmschauspielerin ihres Landes, blieb aber mit Nebenrollen vielbeschäftigt, unter anderem in Hitchcocks Abenteuerfilm Riff-Piraten (1939) sowie als Köchin in David Leans Geisterkomödie (1945) neben Rex Harrison. In den 1940er-Jahren spielte sie auch in einigen frühen Fernsehfilmen. Zuletzt stand sie in ihrem Todesjahr 1951 als Schwiegermutter für den Film Cheer the Brave vor der Kamera.
Marie Ault, die mit James Alexander Paterson verheiratet war, starb mit 80 Jahren in London.

## Filmografie (Auswahl)
- 1916: A Kract Affair
- 1923: Weib gegen Weib (Woman to Woman)
- 1925: Seine zweite Frau (The Prude's Fall)
- 1925: Die Ratte von Paris (The Rat)
- 1926: Der Apache (The Triumph of the Rat)
- 1927: Der Mieter (The Lodger)
- 1927: Jahrmarkt der Liebe (Hindle Wakes)
- 1929: Nachtgestalten
- 1931: The Speckled Band
- 1939: Riff-Piraten (Jamaica Inn)
- 1940: Major Barbara
- 1942: The Missing Million
- 1943: We Dive at Dawn
- 1945: Caesar und Cleopatra (Caesar and Cleopatra)
- 1945: Geisterkomödie (Blithe Spirit)
- 1946: I See a Dark Stranger
- 1946: Das dämonische Ich (Wanted for Murder)
- 1948: Unruhiges Blut (Blanche Fury)
- 1949: Die Rivalin (Madness of the Heart)
- 1951: Cheer the Brave